# 18122 Forestamartin
18122 Forestamartin è un asteroide della fascia principale. Scoperto nel 2000, presenta un'orbita caratterizzata da un semiasse maggiore pari a 2,9274945 UA e da un'eccentricità di 0,1161397, inclinata di 2,32556° rispetto all'eclittica.